# Canoë-kayak aux Jeux olympiques d'été de 2012 - K2 500 mètres femmes
Navigation
Pékin 2008 Rio de Janeiro 2016
L'épreuve féminine du K2 500 mètres des Jeux olympiques d'été 2012 de Londres se déroule au Dorney Lake, du 7 au 9 août 2012.

## Format de la compétition
« La compétition débute avec trois éliminatoires. Les cinq meilleurs bateaux de chaque éliminatoire ainsi que le sixième plus rapide sont qualifiés pour deux demi-finales et les autres sont éliminés. Les quatre meilleurs bateaux de chaque demi-finale se qualifient pour la finale A et les autres pour la finale B. »

## Programme
Tous les temps correspondent à l'UTC+1
| Date              | Horaire         | Manche              |
| ----------------- | --------------- | ------------------- |
| Mardi 7 août 2012 | 10 h 28 11 h 30 | Séries Demi-finales |
| Jeudi 9 août 2012 | 10 h 35         | Finale              |

## Résultats

### Séries

#### Série 1
| Rang | Athlète                          | Pays            | Temps          | Notes |
| ---- | -------------------------------- | --------------- | -------------- | ----- |
| 1    | Josefin Nordlöw Karin Johansson  | Suède           | 1 min 44 s 437 | Q     |
| 2    | Natalia Lobova Vera Sobetova     | Russie          | 1 min 45 s 710 | Q     |
| 3    | Iuliana Paleu Irina Lauric       | Roumanie        | 1 min 46 s 001 | Q     |
| 4    | Naomi Flood Lyndsie Fogarty      | Australie       | 1 min 46 s 554 | Q     |
| 5    | Abigail Edmonds Louisa Sawers    | Grande-Bretagne | 1 min 46 s 564 | Q     |
| 6    | Yulitza Meneses Dayexi Gandarela | Cuba            | 1 min 46 s 587 | q     |

#### Série 2
| Rang | Athlète                            | Pays        | Temps          | Notes |
| ---- | ---------------------------------- | ----------- | -------------- | ----- |
| 1    | Wu Yanan Zhou Yu                   | Chine       | 1 min 43 s 448 | Q     |
| 2    | Franziska Weber Tina Dietze        | Allemagne   | 1 min 44 s 195 | Q     |
| 3    | Nikolina Moldovan Olivera Moldovan | Serbie      | 1 min 44 s 335 | Q     |
| 4    | Volha Khudzenka Maryna Pautaran    | Biélorussie | 1 min 44 s 568 | Q     |
| 5    | Ivana Kmeťová Martina Kohlová      | Slovaquie   | 1 min 45 s 073 | Q     |
| 6    | Shinobu Kitamoto Asumi Ohmura      | Japon       | 1 min 47 s 323 |       |

#### Série 3
| Rang | Athlète                            | Pays             | Temps          | Notes |
| ---- | ---------------------------------- | ---------------- | -------------- | ----- |
| 1    | Katalin Kovács Natasa Dusev-Janics | Hongrie          | 1 min 43 s 984 | Q     |
| 2    | Joana Vasconcelos Beatriz Gomes    | Portugal         | 1 min 44 s 660 | Q     |
| 3    | Lisa Carrington Erin Taylor        | Nouvelle-Zélande | 1 min 44 s 870 | Q     |
| 4    | Yvonne Schuring Viktoria Schwarz   | Autriche         | 1 min 46 s 374 | Q     |
| 5    | Karolina Naja Beata Mikołajczyk    | Pologne          | 1 min 48 s 271 | Q     |

### Demi-finales

#### Demi-finale 1
| Rang | Athlète                         | Pays             | Temps          | Notes |
| ---- | ------------------------------- | ---------------- | -------------- | ----- |
| 1    | Franziska Weber Tina Dietze     | Allemagne        | 1 min 41 s 543 | Q     |
| 2    | Katalin Kovács Natasa Janics    | Hongrie          | 1 min 41 s 613 | Q     |
| 3    | Karolina Naja Beata Mikołajczyk | Pologne          | 1 min 41 s 873 | Q     |
| 4    | Lisa Carrington Erin Taylor     | Nouvelle-Zélande | 1 min 42 s 764 | Q     |
| 5    | Volha Khudzenka Maryna Pautaran | Biélorussie      | 1 min 43 s 152 |       |
| 6    | Josefin Nordlöw Karin Johansson | Suède            | 1 min 44 s 025 |       |
| 7    | Abigail Edmonds Louisa Sawers   | Grande-Bretagne  | 1 min 46 s 025 |       |
| 8    | Iuliana Paleu Irina Lauric      | Roumanie         | 1 min 49 s 216 |       |

#### Demi-finale 2
| Rang | Athlète                            | Pays      | Temps          | Notes |
| ---- | ---------------------------------- | --------- | -------------- | ----- |
| 1    | Wu Yanan Zhou Yu                   | Chine     | 1 min 41 s 863 | Q     |
| 2    | Yvonne Schuring Viktoria Schwarz   | Autriche  | 1 min 42 s 317 | Q     |
| 3    | Joana Vasconcelos Beatriz Gomes    | Portugal  | 1 min 43 s 305 | Q     |
| 4    | Nikolina Moldovan Olivera Moldovan | Serbie    | 1 min 43 s 586 | Q     |
| 5    | Ivana Kmeťová Martina Kohlová      | Slovaquie | 1 min 43 s 653 |       |
| 6    | Natalia Lobova Vera Sobetova       | Russie    | 1 min 44 s 660 |       |
| 7    | Naomi Flood Lyndsie Fogarty        | Australie | 1 min 45 s 372 |       |
| 8    | Yulitza Meneses Dayexi Gandarela   | Cuba      | 1 min 51 s 428 |       |

### Finales

#### Finale A
| Rang                                | Athlète                            | Pays             | Temps          | Notes |
| ----------------------------------- | ---------------------------------- | ---------------- | -------------- | ----- |
| Médaille d'or, Jeux olympiques      | Franziska Weber Tina Dietze        | Allemagne        | 1 min 42 s 213 |       |
| Médaille d'argent, Jeux olympiques  | Katalin Kovács Natasa Dusev-Janics | Hongrie          | 1 min 43 s 278 |       |
| Médaille de bronze, Jeux olympiques | Karolina Naja Beata Mikołajczyk    | Pologne          | 1 min 44 s 000 |       |
| 4                                   | Wu Yanan Zhou Yu                   | Chine            | 1 min 44 s 136 |       |
| 5                                   | Yvonne Schuring Viktoria Schwarz   | Autriche         | 1 min 44 s 785 |       |
| 6                                   | Joana Vasconcelos Beatriz Gomes    | Portugal         | 1 min 44 s 924 |       |
| 7                                   | Lisa Carrington Erin Taylor        | Nouvelle-Zélande | 1 min 46 s 290 |       |
| 8                                   | Nikolina Moldovan Olivera Moldovan | Serbie           | 1 min 48 s 941 |       |

#### Finale B
| Rang | Athlète                          | Pays            | Temps          | Notes |
| ---- | -------------------------------- | --------------- | -------------- | ----- |
| 9    | Volha Khudzenka Maryna Pautaran  | Biélorussie     | 1 min 44 s 407 |       |
| 10   | Josefin Nordlöw Karin Johansson  | Suède           | 1 min 45 s 367 |       |
| 11   | Abigail Edmonds Louisa Sawers    | Grande-Bretagne | 1 min 46 s 341 |       |
| 12   | Naomi Flood Lyndsie Fogarty      | Australie       | 1 min 47 s 650 |       |
| 13   | Ivana Kmeťová Martina Kohlová    | Slovaquie       | 1 min 47 s 683 |       |
| 14   | Yulitza Meneses Dayexi Gandarela | Cuba            | 1 min 50 s 124 |       |
| 15   | Natalia Lobova Vera Sobetova     | Russie          | 1 min 52 s 277 |       |
| 16   | Iuliana Paleu Irina Lauric       | Roumanie        | 1 min 52 s 468 |       |

## Sources
- Le site officiel du Comité international olympique
- Site officiel de Londres 2012